# Fontanepark (Teupitz)

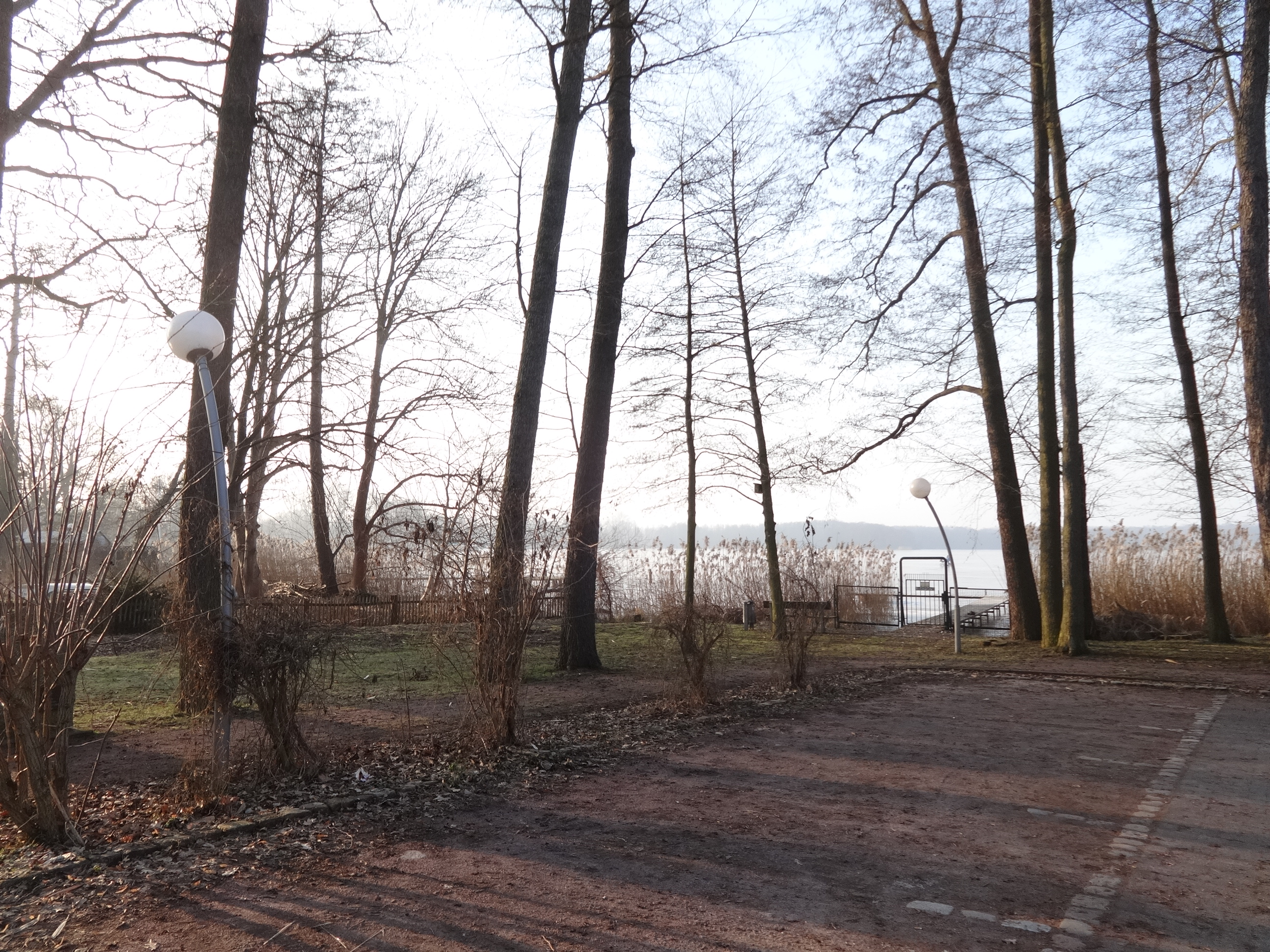
Fontanepark in Teupitz

Der Fontanepark ist eine Grünfläche in Teupitz, einer Stadt im Landkreis Dahme-Spreewald in Brandenburg. Er ist nach dem Schriftsteller Theodor Fontane benannt, der 1862 und 1874 die Stadt besuchte.

## Lage und Ausstattung
Der Park liegt nordwestlich des Stadtzentrums südlich der Kirchstraße, die vom Marktplatz aus in nordwestlicher Richtung zu einer Halbinsel führt, auf der im Mittelalter ein das Schloss Teupitz stand. Er wird in südlicher Richtung vom Teupitzer See und nach Osten und Westen hin von Privatgrundstücken begrenzt. Bei einer Länge von rund 80 Metern und einer Breite von rund 50 Metern beträgt seine Fläche somit 0,4 Hektar, die teilweise Parkmöglichkeiten für Fahrzeuge umfassen. Der übrige Bereich ist mit Laubbäumen und Sträuchern bepflanzt. Ein Gehweg führt vom östlichen Eingang zum See auf eine Seebrücke.

## Geschichte
Der Park wurde am 28. September 1928, anlässlich des 30. Todestages Fontanes eingeweiht. Zum 40. Jahrestag der DDR stellte der Berliner Steinmetz Gerhart Kleinert, der auch Vorsitzender des Teupitzer Angelclubs war, im südöstlichen Bereich des Parks einen Findling mit der Inschrift Fontane-Park auf. Auf der Rückseite trägt er die Inschrift VMI DAV OG Teupitz I 1989 (Volkswirtschaftliche Masseninitiative der Ortsgruppe I des Deutschen Angler-Verbandes). Zuvor hatten die Mitglieder des Clubs in den vergangenen zwei Jahren den Platz hergerichtet. 2003 gestaltete die Stadt die Grünfläche für 165.000 Euro neu. Dabei wurden Kinderspielgeräte aufgebaut und Parkflächen eingerichtet. Anlässlich eines mittelalterlichen Festes im selben Jahr brachte der Bürgermeister an der Vorderseite eine Tafel mit der folgenden Inschrift an: „Zur Erinnerung an die Erstürmung der Stadt Teupitz durch die Alte Pankgrafenschaft 1928/2003“. Dies nimmt Bezug auf eine Ritterfahrt der Pankgrafen nach Teupitz im Jahr 1928, an der der damalige Teupitzer Schützenkönig und Berliner Gastronom Carl Keller teilnahm.